# Nuremberg Open
Il Nuremberg Open è stato un torneo di tennis facente parte del Grand Prix giocato nel 1976 a Norimberga in Germania su campi in sintetico indoor.

## Albo d'oro

### Singolare
| Anno | Vincitore            | Finalista   | Punteggio     |
| ---- | -------------------- | ----------- | ------------- |
| 1976 | Frew Donald McMillan | Thomaz Koch | 2–6, 6–3, 6–4 |

### Doppio
| Anno | Vincitori                        | Finalisti                   | Punteggio |
| ---- | -------------------------------- | --------------------------- | --------- |
| 1976 | Frew Donald McMillan Karl Meiler | Colin Dowdeswell Paul Kronk | 7–6, 6–4  |